# Жанібек Алімханули
Жанібек Алімханули (каз. Жәнібек Әлімханұлы; 1 квітня 1993, Алмати) — казахський професійний боксер, чемпіон світу за версіями WBO (2022 — т.ч.) та IBF (2023 — т.ч.) у середній вазі, чемпіон світу, Азії та Азійських ігор серед аматорів.

## Аматорська кар'єра
2012 року Жанібек Алімханули став чемпіоном Казахстану і 2013 року взяв участь у змаганнях на чемпіонаті Азії, де теж став чемпіоном.
На чемпіонаті світу 2013 він теж став чемпіоном.
- В 1/16 фіналу переміг Солтана Міжитінова (Азербайджан) — 3-0
- В 1/8 фіналу переміг Хуана Антоніо Меркадо (Мексика) — TKOI 3
- У чвертьфіналі переміг Богдана Журатоні (Румунія) — 3-0
- У півфіналі пройшов Ентоні Фавлера (Велика Британія) — WO
- У фіналі переміг Джейсона Квіглі (Ірландія) — 3-0

2014 року Жанібек Алімханули переміг на Азійських іграх.
На чемпіонаті світу 2015 залишився без медалі, після перемоги у 1/8 фіналу над Місаелем Родрігесом (Мексика) програвши у чвертьфіналі Майклу О'Рейлі (Ірландія) — 1-2.
На Олімпійських іграх 2016, здобувши дві перемоги над Ентоні Фавлером (Велика Британія) та Ільясом Аббаді (Алжир), у чвертьфіналі програв Камрану Шахсуварлі (Азербайджан) — 1-2.

## Професіональна кар'єра
Після Олімпіади Жанібек Алімханули перейшов до професійного боксу і вже 29 жовтня 2016 року провів перший бій на профірингу.
2019 року виграв титули чемпіона WBO Global та континентальної Америки за версією WBC у середній вазі. 21 травня 2022 року в бою проти до того непереможного Денні Дігнама (Велика Британія) швидким нокаутом наприкінці другого раунду завоював титул «тимчасового» чемпіона WBO у середній вазі.
У липні 2022 року Світова боксерська організація зобов'язала чемпіона світу в середній вазі Деметріуса Ендреда провести захист проти Жанібека Алімханули, але Ендред відмовився від титулу чемпіона у зв'язку з переходом до наступної вагової категорії. Жанібек Алімханули отримав звання чемпіона світу.
В першому захисті 12 листопада 2022 року переміг Дензела Бентлі (Велика Британія), в другому 13 травня 2023 року — канадця Стівена Батлера.
15 жовтня 2023 року зустрівся в об'єднавчому бою з чемпіоном IBF Вінченцо Гуалтьєрі (Німеччина). Алімханули домінував у поєдинку з першого раунду, змусивши рефері зупинити побиття німецького боксера у шостому раунді. Алімханули став другим після Геннадія Головкіна об'єднаним чемпіоном з Казахстану.
Наступним суперником Алімханули став уродженець Росії Андрій Михайлович. Поєдинок мав відбутися 13 липня 2024 року в Лас-Вегасі, але він зірвався після того, як напередодні бою Алімханули був госпіталізований через проблему зі зниженням ваги. Бій відбувся 4 жовтня 2024 року в Сіднеї і на кону був лише один титул Алімханули — чемпіона IBF у середній вазі. Казахський боксер нокаутував суперника в дев'ятому раунді.